# Barclays
Barclays Plc ( [ˈbɑrkliz[непідтримувані символи]-leɪz] ) - британський багатонаціональний універсальний банк із головним офісом у Лондоні, Англія. Barclays працює як два підрозділи, Barclays UK та Barclays International, за підтримки сервісної компанії Barclays Execution Services. 
Barclays веде свій початок від золотарської банківської справи, створеної в Лондоні в 1690 р.  Джеймс Барклай став партнером у бізнесі в 1736 році. У 1896 р. Кілька банків у Лондоні та англійських провінціях, включаючи Гослінгс Банк, Банк Бекхауза та Банк Герні, об'єдналися як акціонерний банк під назвою Barclays and Co. Протягом наступних десятиліть Barclays розширився і став загальнонаціональним банком. У 1967 році Barclays розмістив перший у світі банкомат . Barclays здійснив численні корпоративні придбання, зокрема Лондон, Провінційний та Південно-Західний банки в 1918 році, Британський банк білизни в 1919 році, Mercantile Credit в 1975 році, Вулвіч у 2000 році та північноамериканські операції Lehman Brothers у 2008 році.
Barclays має основний лістинг на Лондонській фондовій біржі і є складовою частиною Індексу FTSE 100 . Він має вторинний лістинг на Нью-Йоркській фондовій біржі . Рада з питань фінансової стабільності вважає його системно важливим банком .
Згідно з публікацією 2011 року, Barclays була найпотужнішою транснаціональною корпорацією з точки зору власності і, отже, корпоративного контролю над глобальною фінансовою стабільністю та ринковою конкуренцією, причому Axa та State Street Corporation зайняли 2-у та 3-ю позиції відповідно.  

### 1690 - 1900

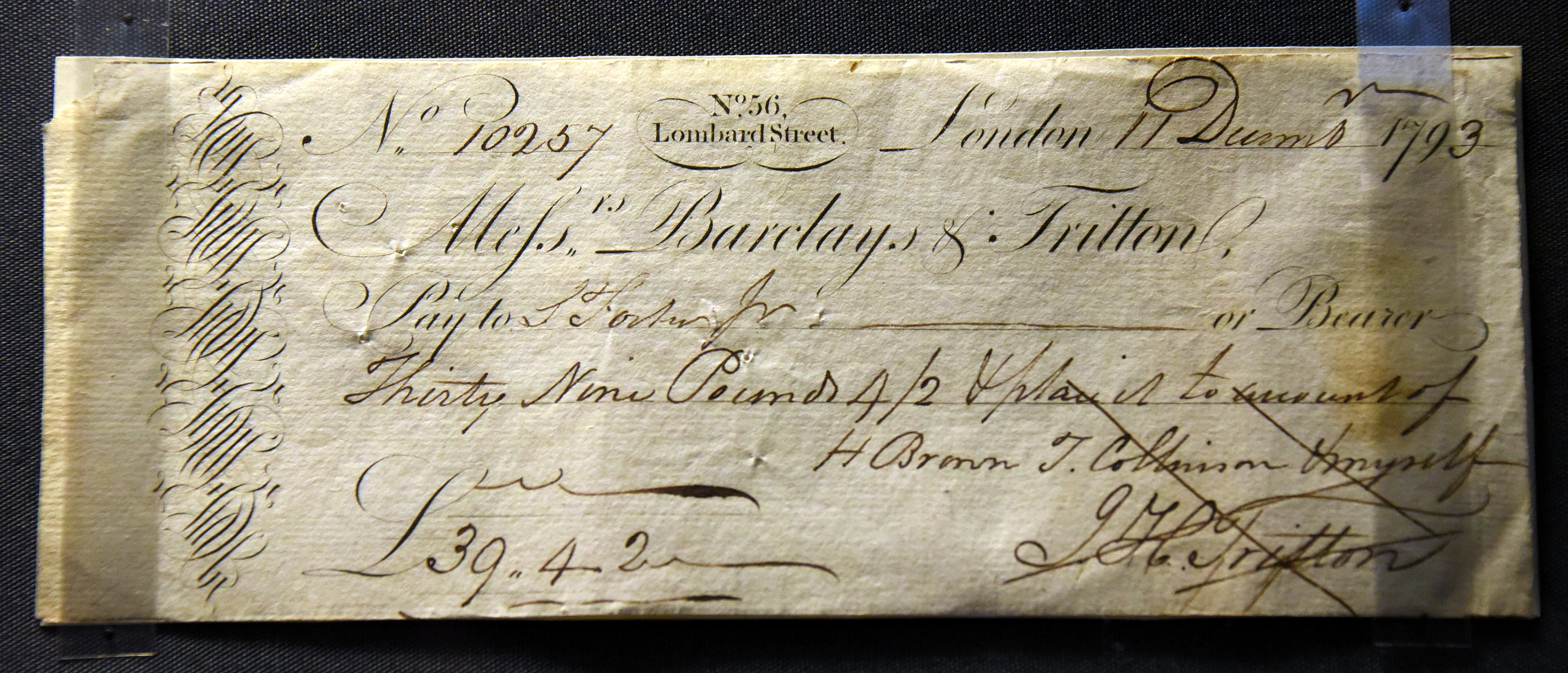
Чек Барклая та Ко. За 39 фунтів, 4 шилінги та 2 пенси. Видано в Лондоні панами Барклаєм і Тріттоном, 1793 рік. Виставляється в Британському музеї в Лондоні

Barclays веде свій початок з 17 листопада 1690 р., Коли Джон Фрім, квакер, і Томас Гулд, почали торгувати золотими банкірами на Ломбард-стріт, Лондон . Назва "Barclays" стала асоціюватися з бізнесом у 1736 році, коли зять Фріма Джеймс Барклай став партнером.  У 1728 році банк переїхав на Ломбард-стріт, 54, ідентифікований як "Знак Чорного орла ", що в наступні роки стане основною частиною візуальної ідентичності банку. 
Родина Барклаїв була пов'язана з рабством як прихильниками, так і противниками. Девід та Олександр Баркла займалися работоргівлею в 1756 р.  Девід Барклай з Янгсбері (1729–1809), навпаки, був відомим аболіціоністом, і Верен Шеперд, ямайський історик досліджень діаспори, виділяє випадок, як він вирішив звільнити своїх рабів у цій колонії . 
У 1776 році фірма отримала назву "Барклай, Беван і Бенінг" і залишалася такою до 1785 року, коли був прийнятий інший партнер Джон Тріттон, який одружився з Барклаєм, і бізнес тоді став "Барклай, Беван, Бенінг і Тріттон" .  У 1896 році кілька банків в Лондоні і англійські провінції, в зокрема, банк Бекхаусом в про Дарлінгтона  і банк Герні з Норвіч (обидва з яких також мали своє коріння в Quaker сімей), об'єднаних під прапором Barclays і Ко, суглобу -стоковий банк. 

### 1900 - 1945

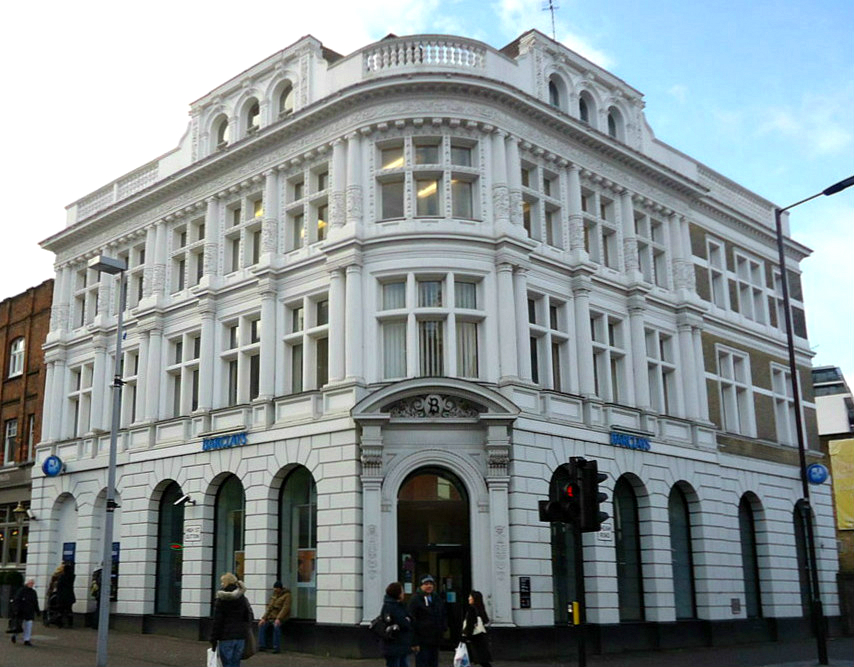
Відділення банку Barclays у Саттоні на півдні Великого Лондона, яке спочатку було філією Лондона та провінції до придбання Barclays

У період між 1905 і 1916 рр. Barclays розширив свою мережу філій, придбавши невеликі англійські банки. Подальше розширення відбулося в 1918 р., Коли Barclays об'єднався з Лондонським, провінційним та Південно-Західним банком, і в 1919 р., Коли Британський банк білизни був придбаний Barclays, хоча British Linen Bank зберіг окрему раду директорів і продовжував випускати власні банкноти (див. Банкноти фунта стерлінгів ). 
У 1925 р. Колоніальний банк, Національний банк Південної Африки та Англо-Єгипетський банк були об'єднані, і Barclays здійснював свої закордонні операції під назвою Barclays Bank (Dominion, Colonial and Overseas) - Barcoys DCO.  У 1938 році Барклайс придбав перший індійський обмінний банк - Центральний обмінний банк Індії, який відкрився в Лондоні в 1936 році за спонсорської підтримки Центрального банку Індії . 
У 1941 році, під час німецької окупації Франції, філія Barclays у Парижі, очолювана Марселем Шерадамом, працювала безпосередньо із загарбницькими силами.  Високопоставлені чиновники банку подали імена єврейських службовців, а також передали німецьким окупантам близько сотні єврейських банківських рахунків.  Паризьке відділення використовувало свої кошти для збільшення експлуатаційної потужності великого кар’єру, який допомагав виробляти сталь для німців. Не було доказів контактів між головним офісом у Лондоні та філією в Парижі під час окупації. Марселя Черадама утримували на посаді керівника філії, поки він не вийшов на пенсію в шістдесятих роках. 

### 1946 - 1980
У травні 1958 року Barclays був першим банком Великої Британії, який призначив жінку-менеджер банку. Хільда Хардінг керувала філією Barclays на Ганновері в Лондоні до виходу на пенсію в 1970 році. 

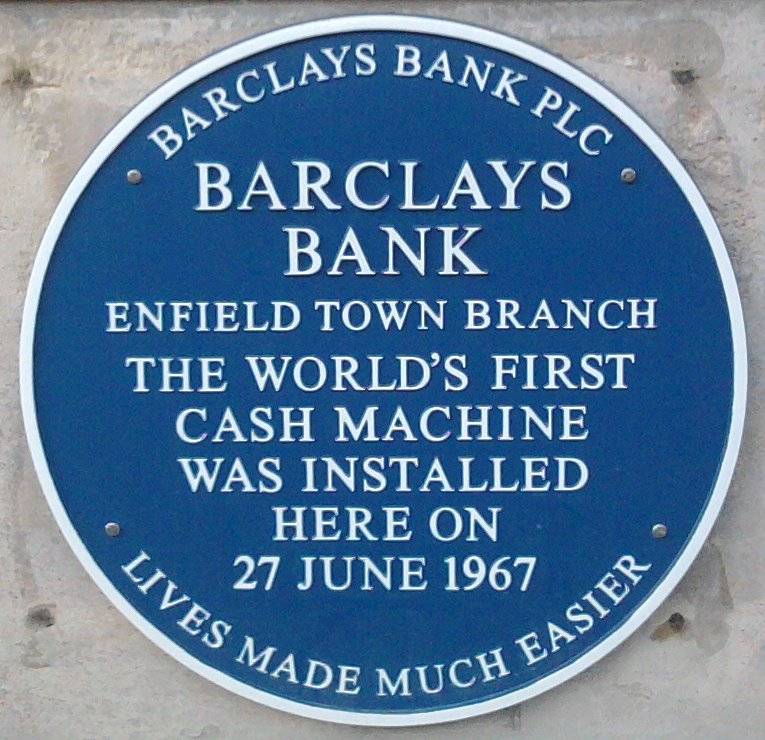
Меморіальна дошка в Енфілді, Сполучене Королівство, на пам'ять про встановлення першого в світі банкомата Barclays у 1967 році

У 1965 році Barclays заснував у Сан-Франциско дочірню компанію Barclays Bank of California.  
Barclays випустив першу кредитну картку у Великій Британії, Barclaycard, в 1966 році. 27 червня 1967 року Barclays розмістив перший у світі банкомат в Енфілді .   Британський актор Рег Варні був першим, хто використовував машину. 
У 1969 р. Заплановане злиття з Martins Bank і Lloyds Bank було заблоковано Комісією з питань монополій та злиттів, але придбання Martins Bank самостійно згодом було дозволено. Того ж року дочірня компанія British Linen Bank була продана Банку Шотландії в обмін на 25% акцій, операція, яка набрала чинності з 1971 року. У 1971 році Barcoys DCO змінив свою назву на Barclays Bank International 
З 1972 по 1980 рік міноритарний пакет акцій Banca Barclays Castellini SpA, Мілан, належав родині Кастелліні. У 1980 році Barclays Bank International придбав решту частки акцій Barclays Castellini у сім'ї Castellini. 
У серпні 1975 року, після вторинного банківського краху, Barclays придбав Mercantile Credit Company. 

### 1980-2000
У 1980 році Barclays Bank International розширив свою діяльність, включивши комерційний кредит, і прийняв Американську кредитну корпорацію, перейменувавши її в Barclays American Corporation. 
В протягом 1985 року  Barclays Bank і Barclays Bank International об'єдналася, а також в рамках корпоративної реорганізації колишній Barclays Bank PLC стала група холдинг,  перейменована Барклайс Group Plc, і Великобританії роздрібних банківських послуг була інтегрована під колишній BBI, і перейменований Barclays Bank PLC з Barclays Bank Limited . 
У 1986 році Barclays продав свій південноафриканський бізнес, який працював під назвою Barclays National Bank після протестів проти участі Barclays у Південній Африці та уряді апартеїду. У тому ж році Barclays придбав де Zoete & Bevan і Wedd Durlacher (раніше Wedd Jefferson)  щоб сформувати Barclays de Zoete Wedd (BZW), нині відомий як Barclays Investment Bank, і скористатися Великим вибухом на Лондонській акції Обмін . 
Barclays представив картку Connect у червні 1987 року, першу дебетову картку у Великій Британії. 
У 1988 році Barclays продав Barclays Bank of California, який на той час був 17-м найбільшим банком в Каліфорнії, що вимірюється активами, Wells Fargo за 125 доларів США. мільйони готівкою. 
Едгар Пірс, "бомбардувальник Марді Гра", розпочав терористичну кампанію проти банку та мережі супермаркетів " Сайнсбері" в 1994 році. 
У 1996 році Barclays придбав Wells Fargo Nikko Investment Advisors (WFNIA) та об'єднав її з BZW Investment Management, щоб сформувати Barclays Global Investors . 
Через два роки, у 1998 році, бізнес BZW був розбитий, а частини були продані Credit Suisse First Boston : Barclays зберіг борговий бізнес, який склав основу того, що зараз є Barclays Capital. 
У 1999 році, незвичним кроком як частина тогочасної тенденції до безкоштовних провайдерів, Barclays запустила Інтернет-службу під назвою Barclays.net: ця організація була придбана British Telecom в 2001 році 
У серпні 2000 р. Barclays придбав нещодавно розімкнутий Woolwich PLC, раніше Будівельне товариство Woolwich  придбавши £ 5,4 млрд. Таким чином, Вулвіч приєднався до групи компаній Barclays, і назва Вулвіча збереглася після придбання. Головний офіс компанії залишився у місті Бексліхіт, південний схід Лондона, за 4 милі (6 км) від початкового головного офісу у Вулвіч . 

### 21 століття

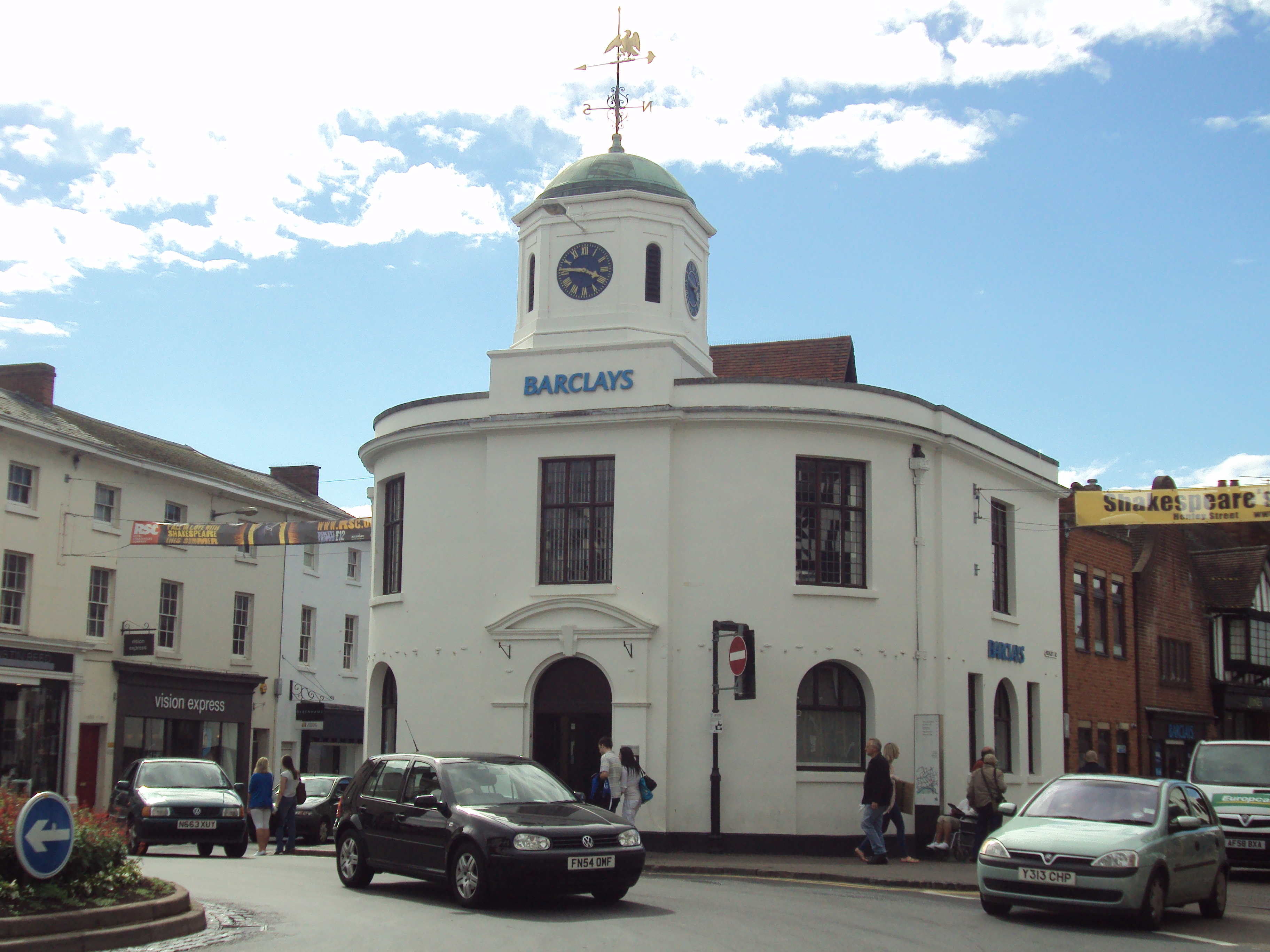
Філія Barclays у Стратфорді-на-Ейвоні, Велика Британія

У 2001 році Barclays закрив 171 відділення у Великій Британії, багато з них у сільських громадах: Barclays назвав себе "Великим банком", але це ім'я швидко отримало слабку славу після серії незручних PR-трюків. 
31 жовтня 2001 р. Barclays та CIBC домовились об'єднати свої карибські операції для створення спільного підприємства, відомого як FirstCaribbean International Bank (FCIB). 
У 2003 році Barclays придбав у CIBC американську компанію з кредитних карток Juniper Bank, перекваліфікувавши її як "Barclays Bank Delaware".  Того ж року відбулося придбання Banco Zaragozano, 11-го за величиною іспанського банку. 
Barclays взяв на себе спонсорство Прем'єр-ліги від Barclaycard в 2004 році.  У травні 2005 року Barclays переніс свою штаб-квартиру групи з Ломбард-стріт в Лондоні в місто One Churchill Place в Кенері-Уорф . Також у 2005 році Barclays зафіксувала придбання Absa Group Limited, найбільшого роздрібного банку в Південній Африці, на суму 2,6 млрд. Фунтів стерлінгів, придбавши 54% акцій 27 липня 2005 р. 
Потім у 2006 році Barclays придбав сервісну корпорацію HomEq за 469 доларів США мільйони готівки від Wachovia Corp.  Того року також було придбано фінансовий вебсайт CompareTheLoan  та Barclays, який оголосив про плани ребрендингу філій Woolwich як Barclays, міграції клієнтів Woolwich на рахунки Barclays та міграції бек-офісних процесів на системи Barclays - бренд Woolwich мав використовуватися для Barclays іпотека.  Barclays також вийшов з роздрібних банківських операцій в регіоні Карибського басейну, який продовжився ще в 1837 році шляхом продажу своєї частки спільного підприємства в FirstCaribbean International Bank (FCIB) CIBC на суму від 989 млн. До 1,08 млрд. Доларів. 

#### Покинуте злиття з ABN AMRO
У березні 2007 року Barclays оголосив про плани злиття з ABN AMRO, найбільшим банком Нідерландів.   Однак 5 жовтня 2007 року Barclays оголосив, що відмовився від своєї заявки  посилаючись на неадекватну підтримку акціонерів ABN. На пропозицію готівки та акцій Barclays було подано менше 80% акцій.  Це дозволило консорціуму, очолюваному Королівським банком Шотландії, вільно продовжувати свою зустрічну пропозицію щодо ABN AMRO. 
Щоб допомогти фінансувати свою заявку на ABN AMRO, Barclays продала 3,1% акцій Банку розвитку Китаю та 3% акцій Temasek Holdings, інвестиційному відділу уряду Сінгапуру. 
Також у 2007 році Barclays погодився придбати Equifirst Corporation у Regions Financial Corporation за 225 доларів США мільйонів  У тому році Barclays Personal Investment Management оголосив про закриття своєї діяльності в Пітерборо та перестановку її в Глазго, звільнивши майже 900 співробітників. 

#### Фінансування
30 серпня 2007 року Barclays був змушений позичити 1,6 фунтів стерлінгів млрд. (3,2 дол. США мільярдів) з Банку Англії на стерлінгів. Це робиться в крайньому випадку, коли банки не можуть погасити свої борги перед іншими банками наприкінці щоденних торгів.  Незважаючи на чутки про ліквідність у Barclays, позика була необхідною через технічні проблеми з їх комп'ютеризованою мережею розрахунків. Процитований представник Barclays сказав: "На британських ринках проблем з ліквідністю немає. Barclays сам на одному рівні з ліквідністю " 
9 листопада 2007 року акції Barclays впали на 9% і навіть були тимчасово призупинені на короткий проміжок часу через чутки про £ 4,8 млрд. (10 доларів США мільярд) ризик виникнення проблемних боргів у США. Однак представник Barclays спростував ці чутки. 
Barclays прагнув залучити капітал приватним шляхом, уникаючи прямих інвестицій в акціонерний капітал уряду Великої Британії, якому пропонувалося збільшити коефіцієнт капіталу.  Барклайс вважав, що "підтримка незалежності від уряду відповідає найкращим інтересам його акціонерів". 
У липні 2008 року Barclays намагався зібрати 4,5 фунтів стерлінгів мільярдів через нетрадиційну емісію прав, щоб підкріпити ослаблений коефіцієнт капіталу першого рівня, який передбачав пропозицію прав діючим акціонерам та продаж частки акціонерному товариству Sumitomo Mitsui Banking Corporation . Лише 19% акціонерів скористалися своїми правами, залишивши інвесторам Китайський банк розвитку та Катарський інвестиційний орган з збільшеними пакетами акцій. 
Barclays розпочав черговий раунд залучення капіталу, затверджений спеціальною резолюцією 24 листопада 2008 року, як частину загального плану досягнення вищих цільових показників капіталу, встановлених Управлінням фінансових послуг Великої Британії для забезпечення його незалежності.  Barclays зібрав 7 фунтів стерлінгів мільярдів від інвесторів з Абу-Дабі та Катару.   Існуючі акціонери Barclays скаржились, що їм не пропонувались повні переважні права на цьому раунді збору капіталу, навіть погрожуючи повстанням на позачергових зборах. Шейх Мансур і Катарський холдинг домовились відкрити 500 фунтів стерлінгів мільйони своїх нових запасів інструментів резервного капіталу для повернення коштів . Наявні інвестори зараз взялися за це. 
У 2008 році Barclays придбав бренд кредитних карток Goldfish за 70 доларів США мільйон отримує 1,7 мільйонів клієнтів та 3,9 доларів США мільярда дебіторської заборгованості.  Barclays також придбав контрольний пакет акцій російського роздрібного банку Expobank за 745 доларів США мільйонів  Пізніше в році Barclays розпочав свою діяльність у Пакистані з початковим фінансуванням 100 доларів США мільйонів 

#### Придбання Lehman Brothers

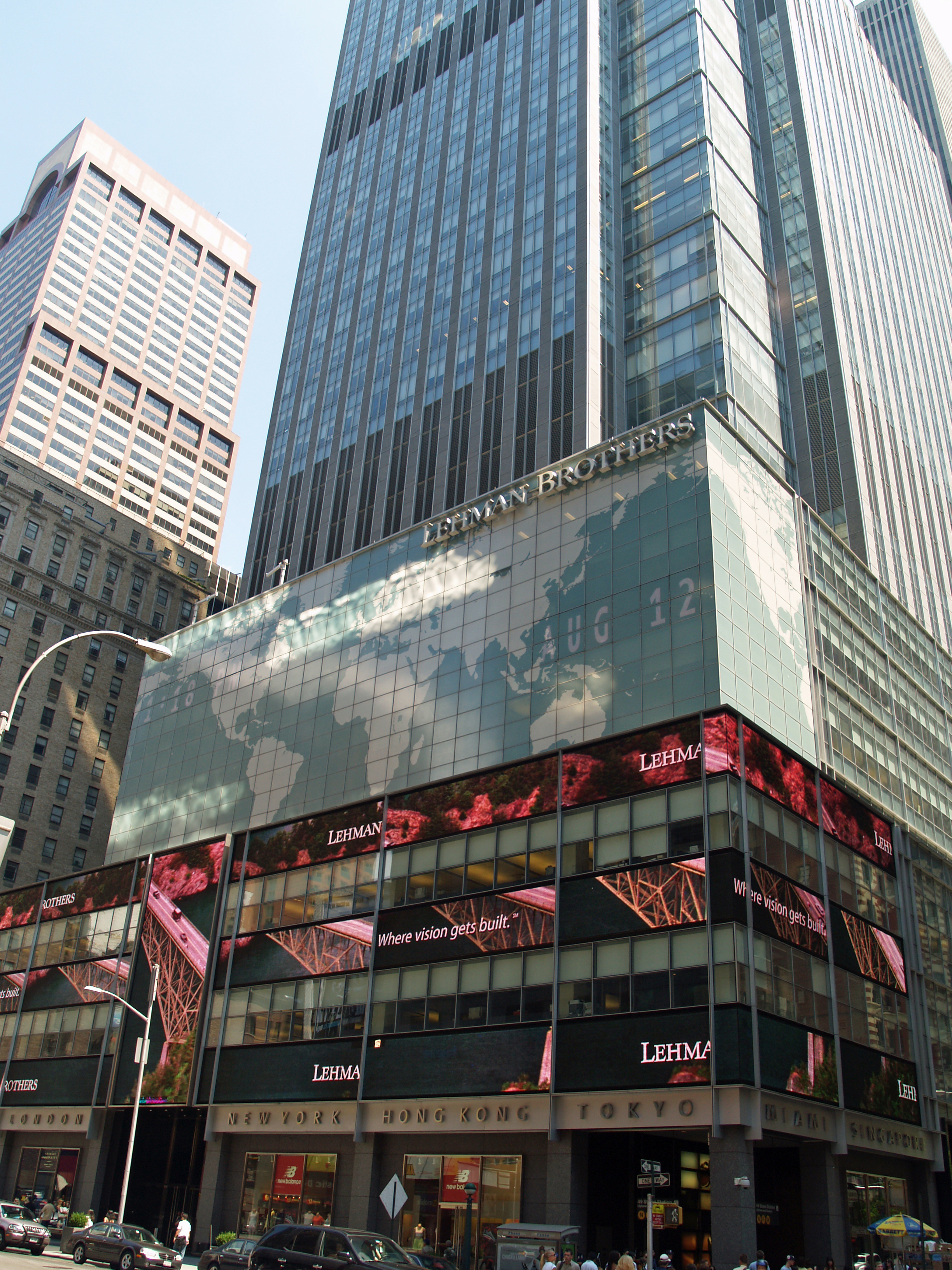
Колишній штаб-квартира Lehman Brothers у Нью-Йорку, нині належить компанії Barclays

Будівля Нью-Йорка вночі

16 вересня 2008 року Barclays оголосив про свою згоду придбати, за умови схвалення законодавства, інвестиційно-банківський та торговий підрозділи Lehman Brothers (включаючи хмарочос у Нью-Йорку), який був фінансовим конгломератом США, який подав заяву про банкрутство. 
20 вересня 2008 року переглянута версія угоди становила 1,35 доларів США млрд. (700 фунтів стерлінгів мільйона) планують придбати компанією Barclays основний бізнес Lehman Brothers (переважно 960 доларів США Lehman) мільйона офісних хмарочосів на Манхеттені, відповідальних за 9000 колишніх працівників), було затверджено Після семигодинного слухання суддя Нью-Йорка з питань банкрутства Джеймс Пек постановив:
"Я повинен схвалити цю транзакцію, оскільки це єдина доступна операція. Lehman Brothers стала жертвою, фактично єдиною справжньою іконою, яка впала в результаті цунамі, яке спіткало кредитні ринки. Це найважливіше слухання про банкрутство, яке я коли-небудь мав це ніколи не можна вважати прецедентом для майбутніх справ. Мені важко уявити подібну надзвичайну ситуацію ".
Люк Деспінс, радник комітету кредиторів, сказав: "Ми відхилили його через відсутність життєздатних варіантів. Ми не підтримали цю операцію, оскільки не було достатньо часу, щоб розглянути її належним чином". У переглянутій угоді Barclays поглине 47,4 млрд. Доларів США в цінних паперах і дозволяють 4,55 млрд. Доларів США. Торгове зобов'язання на мільярд доларів. Адвокати Лемана, Уілл Готжал та Харві Міллер з Манггса, зазначили: "Ціна придбання компонентів операції з нерухомістю складе 1,29 млрд. Доларів, у тому числі 960 млн. Доларів Лемана. Джерсі. Оригінальна оцінка Лемана оцінила штаб-квартиру в 1,02 доларів США мільярда, але оцінка CB Richard Ellis цього тижня оцінила її в 900 доларів США мільйон ". Крім того, Barclays не придбає підрозділ Lehman Eagle Energy, однак матиме компанії, відомі як Lehman Brothers Canada Inc, Lehman Brothers Sudamerica, Lehman Brothers Uruguay та їх приватний бізнес з управління інвестиціями для приватних осіб. Нарешті, Леман збереже 20 доларів США мільярди цінних паперів у Lehman Brothers Inc, які не передаються Barclays.  Потенційне зобов'язання Barclays становило 2,5 долари США мільярдів, які будуть виплачені як вихідна допомога, якщо вона вирішить не утримувати деяких працівників Lehman понад гарантовані 90 днів.  
У вересні 2014 року Барклайсу було наказано заплатити 15 доларів мільйони сплачених платежів, за якими стверджувалося, що банк не зміг підтримати належну систему внутрішнього дотримання після придбання Lehman Brothers під час фінансової кризи 2008 року. 

#### 2009 по сьогодні

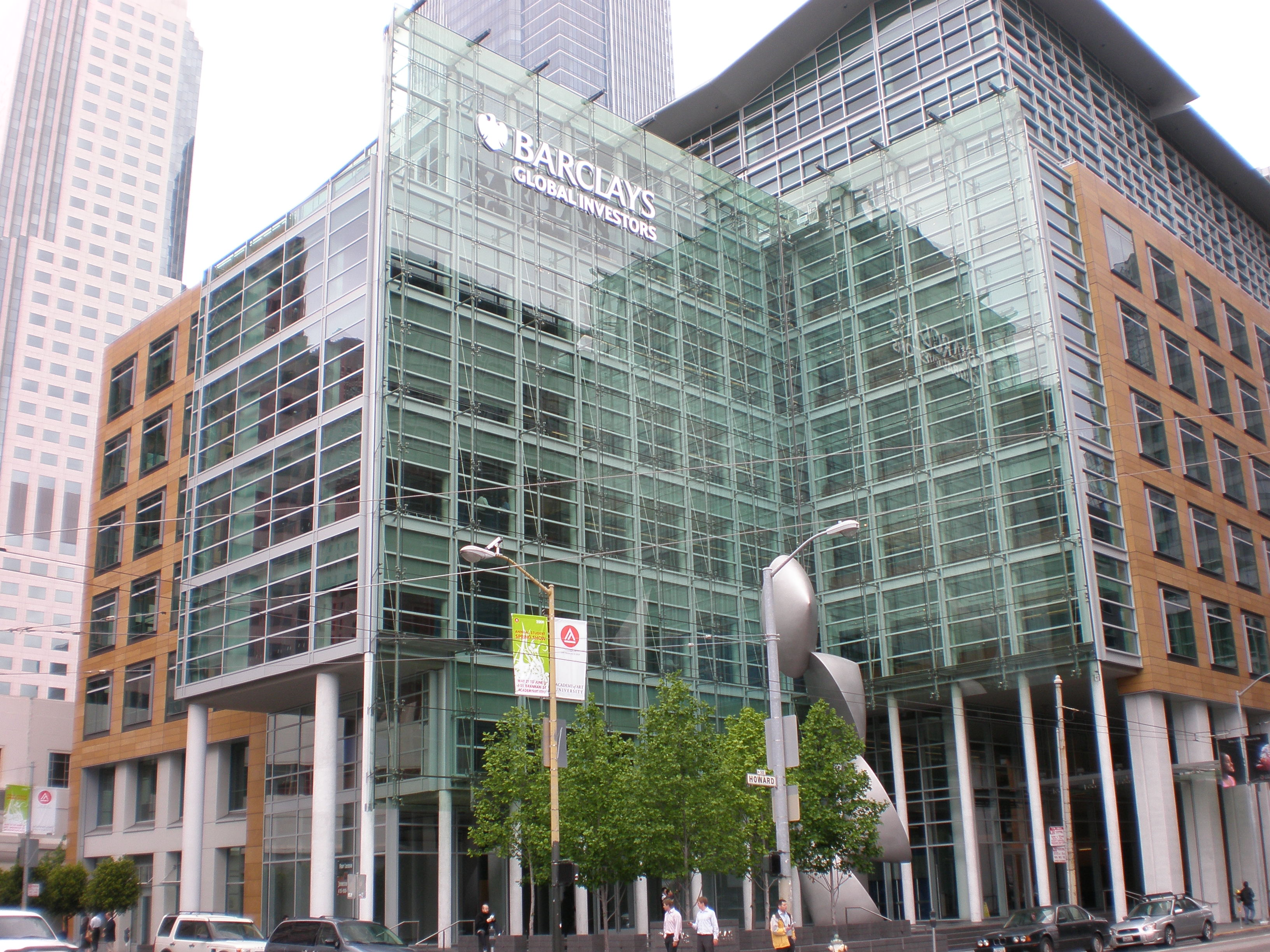
Колишня штаб-квартира Barclays Global Investors у Сан-Франциско, США. Barclays продав Barclays Global Investors компанії BlackRock у 2009 році.

Пізніше Reuters повідомляло, що британський уряд введе 40 фунтів стерлінгів млрд. (69 дол. США млрд.) у три банки, включаючи Barclays, які можуть отримати понад 7 фунтів стерлінгів млрд.  Пізніше Barclays підтвердив, що він відхилив пропозицію уряду і замість цього підніме 6,5 фунтів стерлінгів млрд нового капіталу (2 фунтів стерлінгів мільярдів шляхом скасування дивідендів та 4,5 фунтів мільярдів від приватних інвесторів).  
Ціна акцій Barclays впала на 54% у червні 2009 року після Міжнародної нафтової інвестиційної компанії (IPIC), яка інвестувала до £ 4,75 у листопаді 2008 року продано 1,3 мільярд акцій Barclays.  Qatar Holding продав 3,5% акцій вартістю 10 фунтів у жовтні 2009 р.  та подальший продаж ордерів на суму близько 750 фунтів мільйонів у листопаді 2012 року, але залишається одним з найбільших акціонерів банку.  У липні 2012 року Barclays повідомив, що FSA розслідував  чи належним чином банк розкривав плату, сплачену Катарському інвестиційному органу . У серпні 2012 року Бюро серйозних шахрайств оголосило розслідування щодо залучення капіталу на Близькому Сході. Орган фінансових служб оголосив про розширення розслідування угоди Barclays-Qatar у січні 2013 року, зосередившись на розкритті інформації про право власності на цінні папери в банку. 
У січні 2009 р. Преса повідомляла, що може знадобитися подальший капітал, і що, хоча уряд може бути готовим фінансувати це, воно може бути не в змозі зробити це, оскільки попередні капіталовкладення з боку держави Катар підлягали умові, що жодна третя сторона може вкласти додаткові гроші без того, щоб катарці отримали компенсацію у розмірі, встановленому акціями в жовтні 2008 р.  У березні 2009 року повідомлялося, що в 2008 році Barclays отримала мільярди доларів від своїх страхових угод з AIG, у тому числі 8,5 млрд. Доларів США від коштів, наданих Сполученими Штатами на порятунок AIG.  
12 червня 2009 року Barclays продала свою підрозділ Global Investors, до складу якого входив і біржовий фонд, iShares, компанії BlackRock за 13,5 млрд доларів.  У жовтні 2009 року Standard Life продав Standard Life Bank компанії Barclays. Продаж був завершений 1 січня 2010 р.  11 листопада 2009 року Barclays and First Data, світовий постачальник технологій інформаційної торгівлі, уклали угоду, згідно з якою Barclays мігрує цілий ряд портфелів карток на платформу випуску та споживчого фінансування First Data.  13 лютого 2010 року Barclays оголосив, що заплатить більше 2 фунтів стерлінгів мільярди премій.  У березні 2011 року повідомлялося, що Barclays обігнав Сантандер Великобританію, щоб претендувати на перше місце, оскільки найбільша частина скарг Великої Британії скаржилася на банк, причому офіційний регулятор банківської діяльності в країні - Управління фінансових послуг зафіксувало 276 315 скарг нових клієнтів на Barclays Bank протягом другої половини 2010 .  Проте Barclays посідає лише третє місце у Великій Британії серед основних клірингових банків за кількістю філій. Відповідно до скорочення витрат, Barclays скоротив 1400 робочих місць протягом першої половини 2011 року та ще 1600 робочих місць до кінця 2011 року. 
У березні 2012 року торгові назви Barclays Capital, Barclays Wealth та Barclays Corporate були змінені на просто "Barclays", як частину спрощення спрощення діяльності компанії. 
У червні 2012 року Barclaycard придбав Analog Analytics, цифровий купон та щоденну угоду, схожий на Groupon.  
У жовтні 2012 року Barclays оголосив, що погодився придбати ING Direct у Великій Британії бізнес групи ING .  Передача бізнесу компанії Barclays була схвалена Верховним судом 20 лютого 2013 року, а ING Direct було перейменовано в Barclays Direct і протягом двох років буде інтегровано до існуючого бізнесу Barclays 
У лютому 2013 року Barclays оголосив про чистий збиток в розмірі 1,04 фунтів стерлінгів мільярдів на 2012 рік, його перша щорічна втрата за два десятиліття, разом із планами скоротити 3700 робочих місць, зменшують щорічні витрати на 1,7 фунтів стерлінгів мільярдів та зменшить свою діяльність з роздрібного банківського обслуговування в Європі та Азії. 
У травні 2014 року Barclays оголосив, що скоротить 19 000 робочих місць протягом трьох років, а 12 000 - у 2014 році. Інвестиційний банкінг скоротить 2000 робочих місць у 2014 році та до 7000 робочих місць повністю у 2016 році, завдяки чому частка інвестиційного банкінгу зменшиться з 50 відсотків у 2014 році до 30 відсотків активів Barclays у 2016 році 
У червні 2015 року Barclays оголосив, що продасть свій американський бізнес з управління капіталом та інвестиціями Stifel за невідому плату. 
Barclays продав свій підрозділ роздрібних банківських операцій в Іспанії CaixaBank в 2014 році. На піку Barclays мав 5100 співробітників та 600 офісів в Іспанії. У 2014 році в банку працювало 2800 співробітників та 270 офісів. Під час продажу Caixabank придбав близько 550 000 нових роздрібних та приватних банківських клієнтів та 2400 співробітників.   
У березні 2016 року було оголошено, що Barclays планує продати свій африканський бізнес на тлі падіння прибутку. 
У квітні 2016 року Barclays оголосила угоду, яка дозволила британським клієнтам користуватися Apple Pay . 
У травні 2017 року банк оголосив, що продає акції своєї дочірньої компанії Barclays Africa Group вартістю 1,5 млрд. Фунтів стерлінгів в рамках своєї стратегії перефокусування бізнесу з Африки на Велику Британію та США.  У вересні 2017 року Barclays розпродав останню частину свого роздрібного банківського сегменту на континентальній Європі після продажу своїх французьких операцій з роздрібної торгівлі, багатства та управління інвестиціями AnaCap . 
У травні 2018 року назву Barclays Africa Group Limited було змінено на ABSA Group Limited, тоді як частка Barclays в ABSA Group становила 14,9%. 
Щоб захиститися від наслідків Brexit, Barclays запозичений 6000000000 £ від Банку Англії в період з квітня по червень 2017 року, як частина пакету стимулів після референдуму почався в серпні 2016 року  Колишній бос Barclays Боб Даймонд висловив думку в інтерв'ю The Independent у вересні 2017 року, що Лондонське Сіті відчує сильніший негативний вплив Brexit, ніж загалом очікувалося.  Даймонд стверджував, що як банківські робочі місця, так і юридичні та допоміжні операції з часом переїдуть до континентальної Європи. 
На початку 2020 року американський підрозділ обслуговування карток Barclays оголосив про фірмову картку Mastercard з авіакомпанією Emirates, першою кобрендованою кредитною карткою, що базується в США. 
У грудні 2020 року Barclays був оштрафований на 26 мільйонів фунтів стерлінгів за те, як він поводився зі своїми клієнтами, які впали в борг або зазнали фінансових проблем. 

## Операції
Barclays працює як два підрозділи, Barclays UK (BUK) та Barclays International (BI), за підтримки сервісної компанії Barclays Execution Services (BX). 
- Компанія Barclays UK складається з британських персональних банківських послуг, британських бізнес-банківських операцій та компаній Barclaycard Consumer UK, що здійснюються британським банком (Barclays Bank UK PLC) та деякими іншими структурами Групи.
- Barclays International складається з корпоративного та інвестиційного банку, а також споживчих підприємств, карток та платежів, якими займається необмежений банк (Barclays Bank PLC) та його дочірні компанії, а також деякі інші організації в рамках Групи.
- Barclays Execution Services - це сервісна компанія, що надає технології, операційні та функціональні послуги для підприємств по всій Групі.

### Основні підрозділи та дочірні компанії

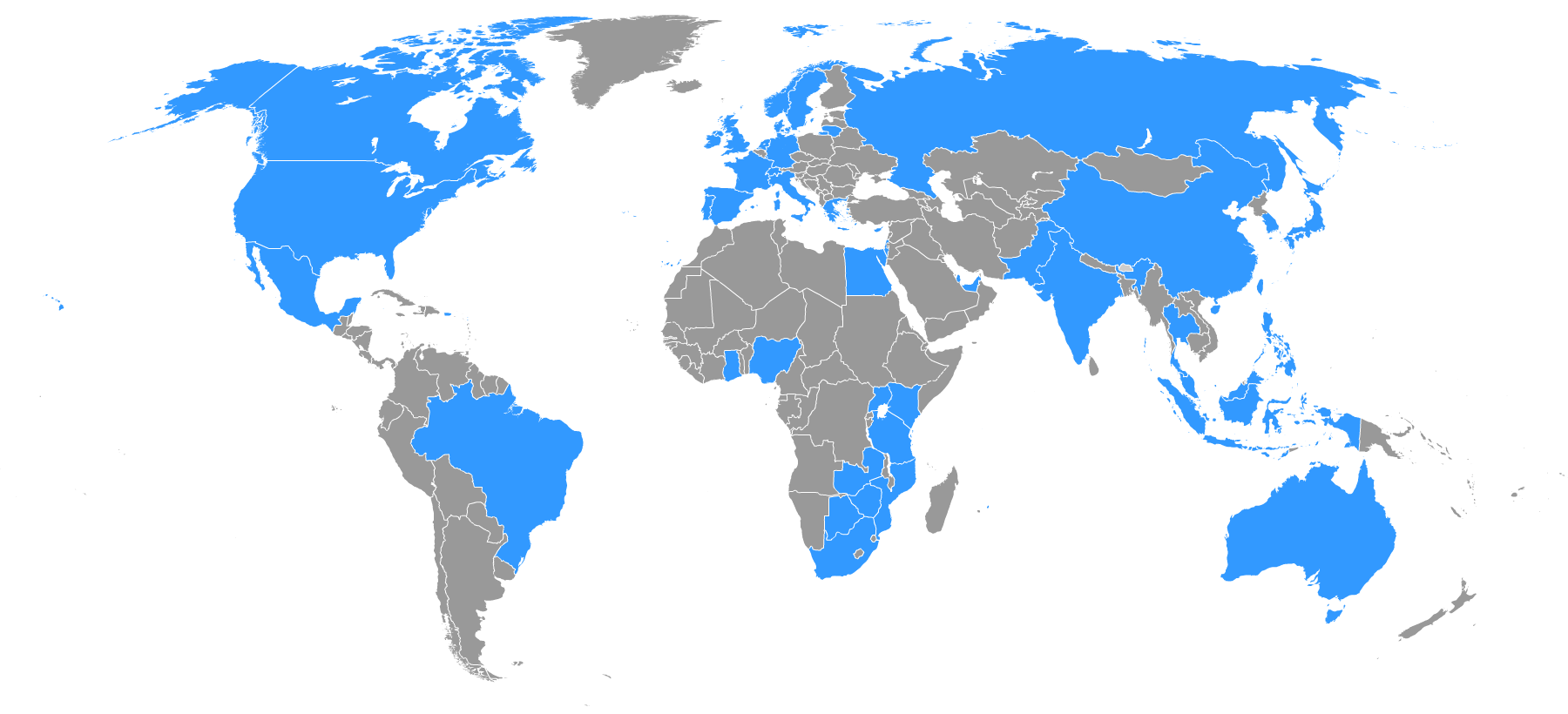
Карта, що показує країни світу, в яких в даний час працює Barclays

Основні підрозділи та дочірні компанії Barclays включають:
 
- Barclaycard - глобальний бізнес кредитних карток
- ТОВ "Барклайс Банк" (Росія)
- Barclays Bank plc - корпоративний банк Великої Британії
- Barclays Bank UK plc - британський роздрібний банк
- Barclays Bank Delaware (раніше Barclaycard US, спочатку Juniper Bank, придбана в 2003 році)
- Barclays Corporate
- Barclays Хорватія
- Послуги з виконання Barclays
- Barclays Франція
- Barclays Індія
- Barclays Індонезія [112] [113]
- Інвестиційний банк Barclays
- Barclays Private Clients International - дочірня компанія на острові Мен з філіями на Нормандських островах
- Barclays Марокко
- Barclays Маврикій
- Національний банк Barclays : колишній заступник голови Джуліан Огілві Томпсон .
- Barclays Пакистан
- Фінанси партнерів Barclays
- Barclays Portugal (162 відділення) [114]
- Barclays Rise (фінтех-прискорювач з місцем розташування в Нью-Йорку, Лондоні, Манчестері, Вільнюсі (продається), Кейптауні, Тель-Авіві та Мумбаї) [115]
- Barclays Shared Services Ченнаї (Індія)
- Barclays Shared Services Noida (Індія)
- Barclays Technologies Center China (закрито)
- Barclays Technologies Center Індія
- Barclays Technologies Center Singapore (закрито)
- Barclays Technologies Center Литва (закрито)
- Barclays Wealth - забезпечує посередницьку біржу, офшорні та приватні банки
- Firstplus Financial Group plc

### Відділення та банкомати

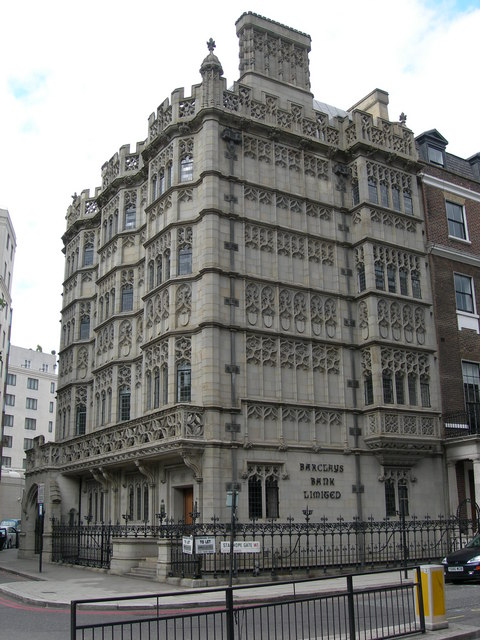
Відділення Barclays на Парк Лейн у Лондоні, Велика Британія

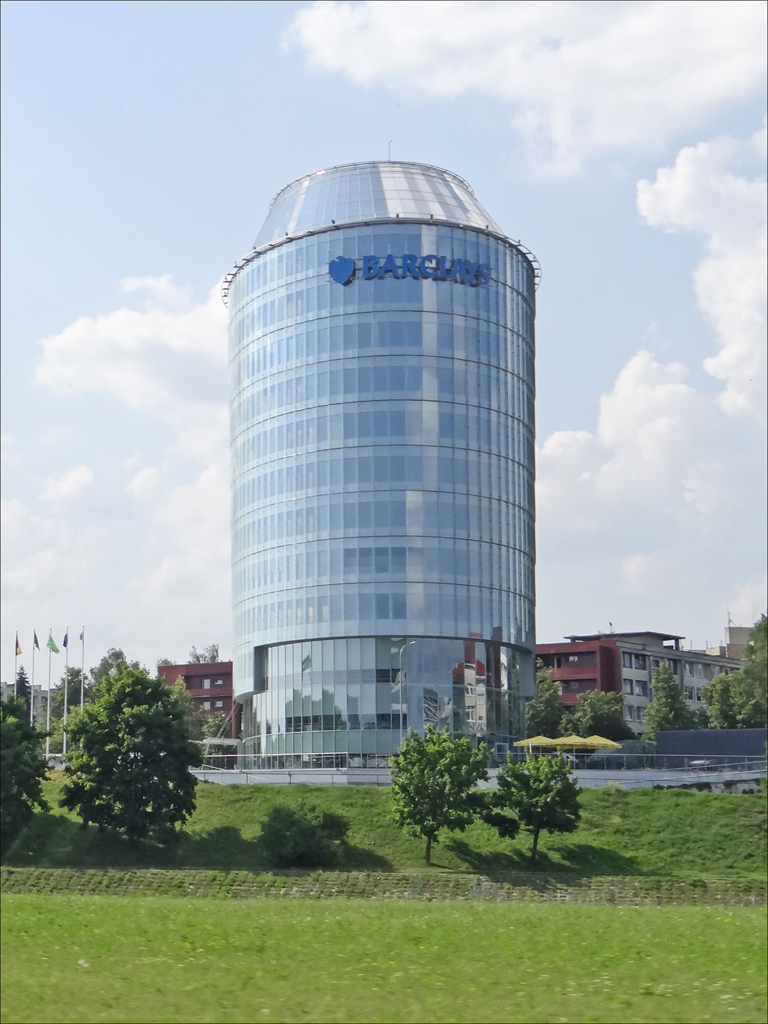
Колишній офіс Barclays у Вільнюсі, Литва

Barclays має понад 4750 філій приблизно в 55 країнах, з яких близько 1600 - у Великій Британії.  У Великій Британії Barclays також пропонує деякі особисті банківські послуги через відділення поштового відділення . Більшість відділень Barclays мають цілодобові банкомати . Клієнти Barclays та клієнти багатьох інших банків можуть безкоштовно користуватися банкоматами Barclays у Великій Британії, хоча в деяких інших країнах стягується плата. Barclays є членом Глобального альянсу банкоматів, альянсу міжнародних банків, який дозволяє клієнтам кожного банку використовувати свої банкомати або дебетові картки в усіх інших банках-членах без комісії за доступ до банкоматів під час міжнародних поїздок. 

### Керівництво
Головою Групи є Найджел Хіггінс (екс-генеральний директор Rothschild &amp; Co ), який змінив Джона Макфарлейна 2 травня 2019 року. 
28 жовтня 2015 року Barclays оголосив, що Джес Стейлі, керуючий партнер BlueMountain Capital, екс-генеральний директор JP Morgan &amp; Co. і член ради директорів UBS, призначений головним виконавчим директором групи Barclays з 1 грудня 2015 року. 

#### Виконавчий комітет групи
Членами виконавчого комітету Барклайса є: 
- Джес Стейлі (генеральний директор групи)
- Тушар Морзарія (фінансовий директор групи)
- Метт Хаммерштейн (головний виконавчий директор Barclays UK)
- Пол Комптон (президент Barclays Bank PLC (BBPLC))
- Марк Ештон-Рігбі (головний операційний директор групи та головний виконавчий директор Barclays Execution Services (BX))
- Ашок Васвані (глобальний керівник відділу споживчих банківських операцій та платежів)
- Стівен Дейнтон (керівник відділу ринків)
- Джо Макграт (Глобальний керівник банківської справи)
- Алістер Керрі (глобальний керівник корпоративного банкінгу)
- Боб Хойт (генеральний радник групи)
- Трістрам Робертс (директор з управління персоналом)
- Лаура Падовані (керівник групи з питань комплаєнс)
- CS Venkatakrishnan (керівник групи з питань ризиків)
- Ліндсі О'Рейлі (головний внутрішній аудитор групи)

#### Рада директорів
На сьогодні членами ради директорів Barclays'Group є: 
- Найджел Хіггінс (голова групи)
- Джес Стейлі (виконавчий директор групи)
- Тушар Морзарія (фінансовий директор групи)
- Сер Ян Чешир (голова Barclays Bank UK PLC та невиконавчий директор Barclays Group) (Кроуфорд Гілліс, починаючи з 1 січня 2021 року) [120]
- Мері Френсіс CBE (невиконавчий директор групи Barclays Group)
- Дайан Шунеман (невиконавчий директор Barclays Group)
- Майк Ешлі (невиконавчий директор Barclays Group)
- Тім Брідон CBE (невиконавчий директор Barclays Group)
- Кроуфорд Жиль (старший незалежний директор)
- Мері Енн Цитріно (невиконавчий директор Barclays Group)
- Світанок Фіцпатрік (невиконавчий директор Barclays Group)
- Метью Лестер (невиконавчий директор Barclays Group)

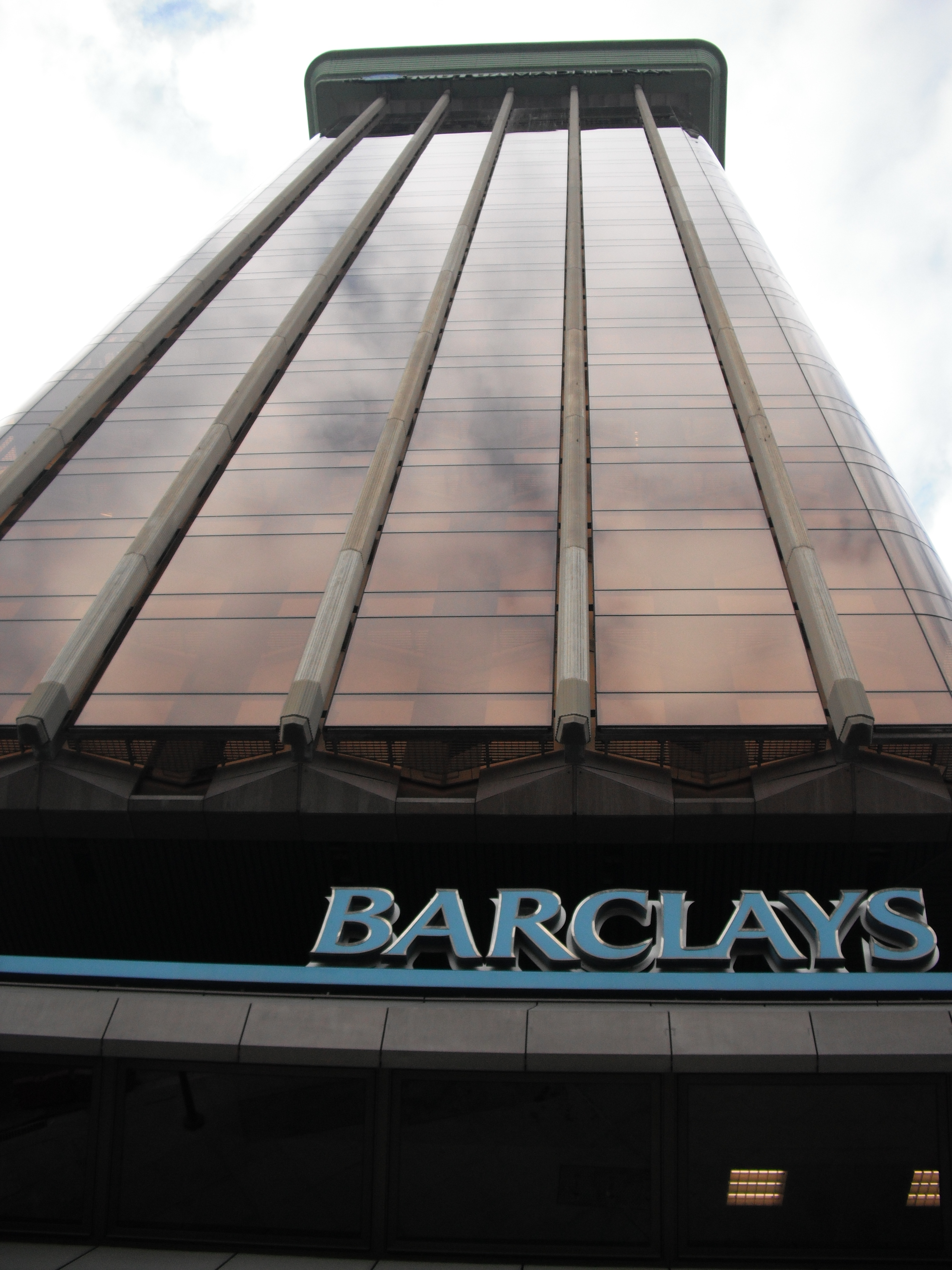
Колишня штаб-квартира Мадрида в Торрес-де-Колон

#### Список колишніх голів груп
Посада голови групи була сформована в 1896 р. Разом із утворенням Barclay and Company Limited. 
1. Френсіс Беван (1896–1916)
2. Фредерік Гудену (1917–1934)
3. Вільям Тук (1934–1936)
4. Едвін Фішер (1937–1946)
5. Сер Вільям Гудену (1947–1951)
6. Ентоні Тук (1951–1962)
7. Джон Томсон (1962–1973)
8. Сер Ентоні Тук (1973–1981)
9. Сер Тимоті Беван (1981–1987)
10. Джон Квінтон (1987–1992)
11. Ендрю Бакстон (1993–1999)
12. Сер Пітер Міддлтон (1999–2004)
13. Метью Барретт (2004–2007)
14. Марк Агій (2007–2012)
15. Сер Девід Уокер (2012–2015)
16. Джон Макфарлейн (2015–2019)

#### Список колишніх керівників групи
Посада керівника групи була сформована в 1992 році за рекомендацією Комітету Кедбері . 
1. Ендрю Бакстон (1992–1993)
2. Мартін Тейлор (1994–1998)
3. Сер Пітер Міддлтон (1998–1999)
4. Метью Барретт (1999–2004)
5. Джон Варлі (2004–2010)
6. Боб Даймонд (2011–2012)
7. Ентоні Дженкінс (2012–2015)

## Спонсорство
Barclays спонсорував шоу журналу про мистецтво ITV The South Bank Show, яке тривало з 2003 по грудень 2005 року.

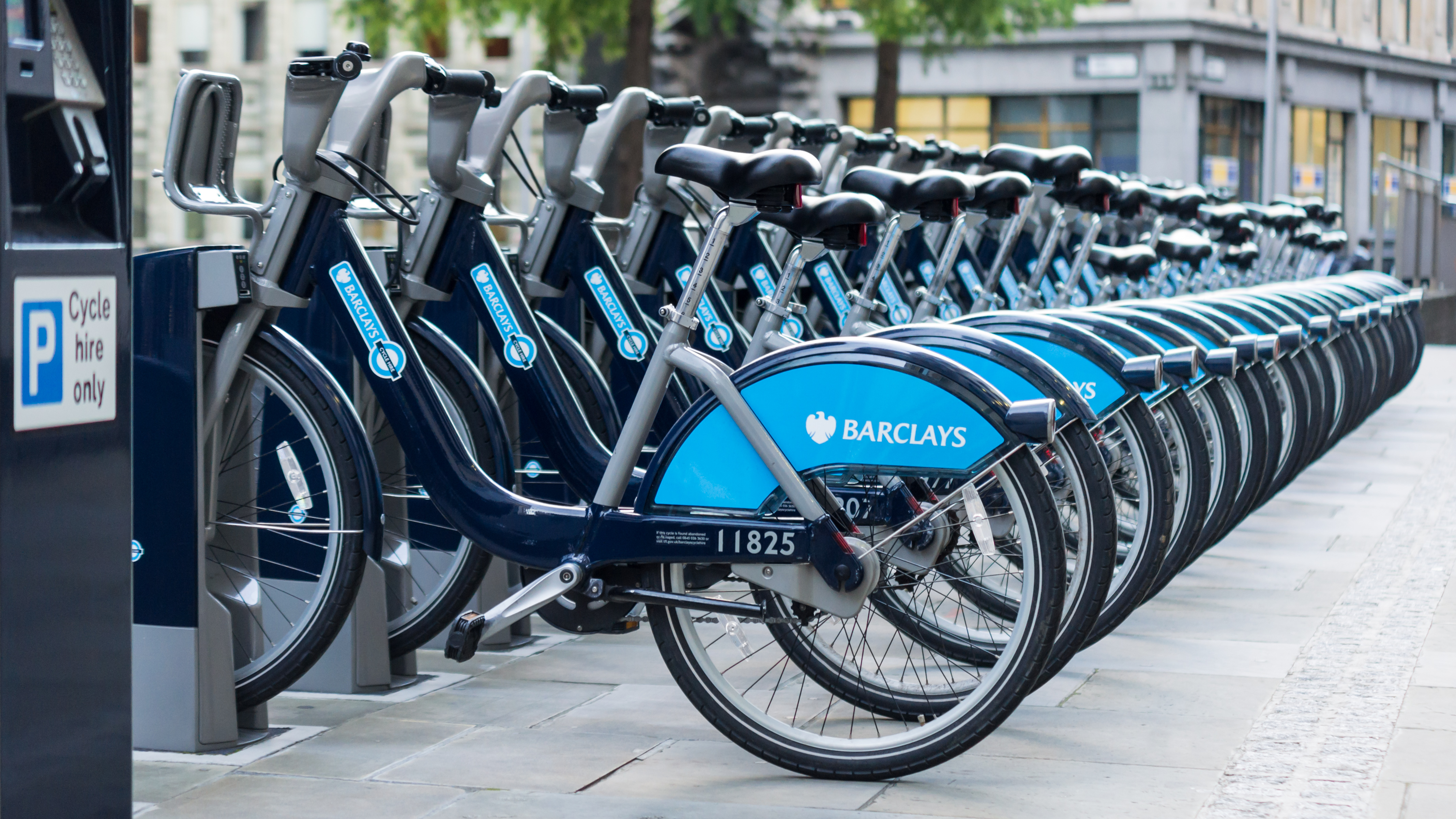
Док-станція Barclays Cycle Hire у центрі Лондона

У 2007 році Barclays погодив 20-річну угоду про права на імена на 400 мільйонів доларів для Barclays Center у Брукліні, штат Нью-Йорк, будинку баскетбольної команди Brooklyn Nets. Через два роки через економічний спад економіка переглянула угоду до 200 мільйонів доларів.  
Barclays спонсорував чемпіонат Дубая з тенісу 2008 року . 
Barclays був спонсором схеми прокату велосипедів Barclays у Лондоні з 2010 по 2015 рік, як частина £ 25 мільйони угоди з транспортом для Лондона.  
Barclays є давнім титульним спонсором Прем'єр-ліги в спонсорській підтримці, яка розпочалася з сезону 2003–2004 років . 

## Суперечки

### Компенсація євреям, що пережили Голокост
У 1998 році Barclays Bank погодився виплатити 3,6 млн доларів євреям, активи яких були вилучені з французьких відділень банку, що базується в Британії, під час Другої світової війни.  Barclays, разом із сімома французькими банками, був названий у судовому процесі в Нью-Йорку від імені євреїв, які не змогли повернути гроші, які вони депонували під час нацистської ери. 

### Фінансова підтримка уряду в Зімбабве
Barclays допоміг фінансувати уряд президента Роберта Мугабе в Зімбабве .  Найбільш суперечливим із набору позик, наданих Barclays, є 30 мільйонів фунтів стерлінгів, які він надав на підтримку земельних реформ, в результаті яких Мугабе захопив сільськогосподарські угіддя, що належать білим, і вигнав з домів понад 100 000 чорношкірих робітників. Противники назвали участь банку "ганьбою" та "образою" мільйонів людей, які зазнали порушень прав людини.  Представники Barclays заявляють, що банк має клієнтів у Зімбабве протягом десятиліть, і відмова від них зараз погіршить ситуацію. "Ми прагнемо продовжувати надавати послуги цим клієнтам в умовах, явно складних для роботи". 
Barclays також забезпечує двох співробітників Мугабе банківськими рахунками, ігноруючи санкції Європейського Союзу проти Зімбабве.  Чоловіками є Еліот Манійка та міністр державної служби Ніколас Гоче. Barclays відстоював свою позицію, наполягаючи на тому, що правила ЄС не застосовуються до його дочірньої компанії в Зімбабве, що належить 67%, оскільки вона була зареєстрована за межами ЄС. 

### Звинувачення у відмиванні грошей
У березні 2009 року Барклайса звинуватили у порушенні міжнародних законів проти відмивання грошей. За даними ГО " Глобальний свідок", паризьке відділення "Barclays" вело рахунок сина президента Екваторіальної Гвінеї Теодоро Обіанга , Теодоріна Обіанга, навіть після того, як у 2004 році з'явилися докази того, що Обіанг витягував нафтові доходи з державних фондів. За даними Global Witness, Обіанг придбав Ferrari і утримує особняк в Малібу за кошти з цього рахунку. 
У звіті Wall Street Journal за 2010 рік описується, як Credit Suisse, Barclays, Lloyds Banking Group та інші банки були залучені у допомогу Фонду Алаві, Банку Меллі, уряду Ірану та / або іншим сторонам в обхід законів США про заборону фінансових операцій з певними державами. . Вони зробили це, вилучивши інформацію з банківських переказів, тим самим приховавши джерело коштів. Барклайс розрахувався з урядом за 298 доларів США мільйонів 

### Уникнення податків
У березні 2009 року Barclays отримав судову заборону проти The Guardian щодо видалення зі свого вебсайту конфіденційних витоку документів, що описують, як SCM, структурований підрозділ ринків капіталу Barclays, планував використати понад 11 млрд. Фунтів стерлінгів для створення сотень мільйонів фунтів податкових пільг., за допомогою "складної схеми компаній Кайманових островів, американських партнерств та дочірніх підприємств Люксембургу".  У редакційній статті з цього приводу The Guardian зазначив, що через невідповідність ресурсів збирачам податків ( HMRC ) тепер для отримання таких документів доводиться покладатися на вебсайти, такі як WikiLeaks  і справді ці документи мають зараз з’явився на WikiLeaks.   Окремо інший повідомитель " Barclays" через кілька днів виявив, що за один рік угоди від SCM уникнули від 900 до 1 млрд. Фунтів стерлінгів, додавши, що "угоди починаються з податку, а потім до них додається комерційна мета". 
У лютому 2012 року Barclays був змушений заплатити 500 фунтів стерлінгів мільйона податку, якого вона намагалася уникнути. HMRC Barclays звинуватив у розробці двох схем, які мали на меті уникнути значних сум податку. Податкові правила змусили банк повідомити владі Великої Британії про свої плани.  Девід Гоук, секретар казначейства, сказав: "Ми не сприймаємо сьогоднішні дії несерйозно, але потенційні податкові втрати від цієї схеми та історія попередніх зловживань у цій галузі означають, що це обставина, коли рішення про зміну закону з повним ретроспективним ефектом виправдано". 

### Скандал із встановленням ставок
У червні 2012 року в результаті міжнародного розслідування Barclays Bank був оштрафований на загальну суму 290 фунтів стерлінгів мільйонів (450 доларів США мільйонів) за маніпулювання щоденними налаштуваннями лондонської міжбанківської ставки ( Libor ) та євробанку ( Euribor ). Міністерство юстиції США та Barclays офіційно погодились, що "маніпулювання поданнями в деяких випадках впливало на фіксовані ставки".  Було встановлено, що банк робив "невідповідні подання" ставок, які були частиною процесу встановлення Libor та Euribor, іноді для отримання прибутку, а інколи для того, щоб зробити банк більш безпечним під час фінансової кризи.  Це траплялося між 2005 і 2009 роками, так само часто, як і щодня. 
ВВС заявив, що викриття, що стосуються шахрайства, "було зустрінене майже загальним подивом у банківській галузі".  Управління фінансових послуг Великої Британії (FSA), яке стягнуло штраф у розмірі 59,5 фунтів стерлінгів мільйонів (92,7 дол мільйонів), приніс Барклайзу найбільший штраф, який він коли-небудь накладав за свою історію.  Директор FSA з питань виконавчої влади описав поведінку Барклайса як "абсолютно неприйнятну", додавши, що "Libor - це надзвичайно важливий базовий показник, і на нього покладаються багато-багато сотень тисяч контрактів у всьому світі".  В результаті штрафу керівник банку Боб Даймонд вирішив відмовитись від бонусу.  Ліберально-демократичний політик Лорд Оукшотт розкритикував Даймонда, сказавши: "Якби йому було соромно, він пішов би. Якщо у борту "Барклі" є костяк, вони звільнять його "  Також було залучено Міністерство юстиції США, під розслідування якого потрапили "інші фінансові установи та особи".  2 липня 2012 року Марк Агій подав у відставку з посади голови після скандалу з фальсифікацією процентних ставок.  3 липня 2012 року Боб Даймонд подав у відставку з негайним вступом в силу, залишивши Маркуса Агія заміщати свою посаду, доки не буде знайдена заміна.  Протягом кількох годин за цим відбулася відставка головного операційного директора Банку Джеррі дель Міссьє.  Згодом Barclays оголосив, що Ентоні Дженкінс, його існуючий виконавчий директор Global Retail & Business Banking, стане керівником групи 30 серпня 2012 р.  17 лютого 2014 року Бюро серйозних шахрайств звинуватило трьох колишніх службовців банку у маніпулюванні ставками Libor у період з червня 2005 року по серпень 2007 року  Четверо співробітників були ув'язнені у липні 2016 року на термін до шести з половиною років, ще двоє були звільнені після повторного розгляду справи. 

### Розслідування регуляторних розслідувань щодо залучення капіталу в Катар
Червень та листопад 2008 р. Залучення капіталу Барклая є предметом розслідування.  Британське бюро серйозних шахрайств розпочало розслідування у серпні 2012 року. У жовтні 2012 року Міністерство юстиції США та Комісія з цінних паперів та бірж США повідомили Barclays, що вони розпочали розслідування щодо відповідності відносин групи з третіми сторонами, які допомагають Barclays виграти чи зберегти бізнес, закону США про корупцію .  Орган фінансових служб оголосив про розширення розслідування угоди Barclays-Qatar у січні 2013 року, зосередившись на розкритті інформації про право власності на цінні папери в банку. 
Barclays намагався залучити капітал приватно, уникаючи прямих інвестицій уряду від уряду Сполученого Королівства і, отже, фінансової допомоги. Результатом стала Абу-Дабі 3,5 фунта стерлінгів інвестицій у банк, угода, в якій шейх Мансур бен Заїд Аль Нахаян отримав прибуток у розмірі 3,5 фунтів стерлінгів млрд.  На сьогоднішній день велика увага зосереджена на ін'єкціях Катару в червні та листопаді 2008 року, зокрема дотепер не підтвердженим твердженням, що Barclays позичав Катару гроші для інвестування в банк. Інші питання включають, що сталося із 110 фунтами мільйони гонорарів, сплачених Барклайсом нібито шейху Мансуру, і 66 фунтів стерлінгів мільйони, які Барклайс надав катарцям за незрозумілі "дорадчі збори". 
У червні 2017 року, після п'ятирічного розслідування Управління з питань серйозних шахрайств Великої Британії, яке висвітлювало діяльність Barclays під час фінансової кризи 2007-2008 рр., Колишній генеральний директор Джон Варлі та троє колишніх колег Роджер Дженкінс, Томас Каларіс та Річард Боат були звинувачені в змова на вчинення шахрайства та надання незаконної фінансової допомоги у зв'язку із залученням капіталу.  
У лютому 2018 року Бюро серйозних шахрайств звинуватило Barclays у "незаконній фінансовій допомозі", пов'язаній із мільярдами фунтів стерлінгів, залученими в результаті угоди з Катаром. 
8 червня 2020 року компанія Barclays також була звинувачена у обмані фірмою PCP Capital британської бізнес-леді Аманди Стівлі. Компанія подала позов проти банку на суму 1,5 мільярда фунтів стерлінгів, стверджуючи, що він "навмисно ввів в оману" ринок на умовах угоди про збір капіталу з Катаром. PCP стверджувала, що компанії Qatar Holdings була запропонована "зовсім інша" угода, ніж пропозиція Мансуру бін Заєду Аль Нахаяну з Абу-Дабі, який, за словами Аманди Стівлі, був представлений Barclays PCP.  Однак під час слухань у Високому суді Лондона адвокат Барклейз Джеффрі Лук звинуватив Стівлі у "істотному перебільшенні" своїх ділових відносин із шейхом Абу-Дабі та у створенні "суєти", залучившись до вирішального збору капіталу.  Згодом Стівлі та PCP Capital зменшили суму позову, але програли справу у Високому суді. 

### Маніпуляції з ринком електроенергії США
У липні 2013 року американський регулятор енергетики Федеральна комісія з регулювання енергетики (FERC) зобов'язала Barclays заплатити штраф у розмірі 299 мільйонів фунтів стерлінгів за спробу маніпулювання ринком електроенергії в США. Штраф FERC стосується звинувачень у грудні 2008 року. 

### Маніпуляція з цінами на золото
У травні 2014 року Орган фінансової поведінки оштрафував банк на 26 фунтів стерлінгів мільйони через відмови систем та контролю, а також конфлікт інтересів стосовно банку та його клієнтів у зв'язку з фіксуванням золота протягом періоду 2004–2013 рр., а також для маніпулювання ціною на золото 28 червня 2012 р. 

### Позов США за фактом шахрайства в темному басейні
У червні 2014 року американський штат Нью-Йорк подав позов проти банку, стверджуючи, що він обдурив та обдурив інвесторів неточними маркетинговими матеріалами про свою нерегульовану торгову систему, відому як темний пул . Зокрема, фірму звинуватили в тому, що вона приховувала той факт, що Трейдбот брав участь у темному пулі, коли вони насправді були одними з найбільших гравців. У своїй скарзі держава заявила, що їй допомагають колишні керівники Barclays, і вона вимагає невизначеної шкоди. Акції банку впали на 5% після новин про судовий процес, що призвело до оголошення на Лондонській фондовій біржі банку, який стверджує, що сприймає ці звинувачення серйозно і співпрацює з генпрокурором Нью-Йорка . 
Через місяць банк подав клопотання про відмову в задоволенні позову, сказавши, що не було жодного шахрайства, жертв та шкоди нікому. Генеральна прокуратура Нью-Йорка опублікувала заяву, в якій зазначила, що генеральний прокурор впевнений, що подання не відбудеться.  31 січня 2016 року Барклайс розрахувався як з прокуратурою Нью-Йорка, так і з SEC, погодившись сплатити 70 мільйонів доларів рівномірно між SEC та штатом Нью-Йорк, визнавши, що це порушило законодавство про цінні папери, і погодившись встановити незалежний монітор для темного басейну. . 

### Зміна клімату
У 2017 році Barclays зіткнулися з протестами екологів через те, що він володіє компанією Third Energy, яка планувала видобувати природний газ за допомогою гідророзриву пласта (КРП) в Кірбі Міспертон в Йоркширі. Пізніше Barclays продав компанію Третя енергія в 2020 році компанії Alpha Energy.  
У 2020 році група передвиборчої кампанії ShareAction подала резолюцію до Barclays AGM  через її роль як найбільшого в Європі спонсора компаній з виробництва викопного палива. Barclays інвестував 85 мільярдів доларів у видобуток викопного палива та 24 мільярди доларів у розширення. 

### Фальсифікація обмінного курсу (система останнього погляду)
Barclays погодився заплатити 150 мільйонів доларів, щоб врегулювати розслідування банківського регулятора Нью-Йорка щодо торгової практики, яка дозволила банку використати мілісекундне відставання між замовленням та його виконанням, що іноді шкодить його клієнтам, що є останнім наслідком з боку іноземних банків. біржовий бізнес. 
У деяких випадках Barclays використовував цю систему останнього погляду, щоб автоматично відхиляти замовлення клієнтів, які були б невигідними для банку через подальші коливання цін протягом періодів затримки ("утримання") в мілісекундах. Крім того, коли клієнти допитували Barclays щодо цих відхилених торгів, Barclays не розголошувала причини відмови у торгівлі, натомість посилаючись на технічні проблеми або надаючи нечіткі відповіді. 

### Невідповідні операції з взаємними фондами
За даними Органу регулювання фінансової галузі, неадекватні наглядові процедури Barclays не змогли зупинити багатьох клієнтів від обміну одного пайового фонду на інший, коли вигоди від переходу можуть бути підірвані трансакційними витратами, що призвело до втрат для клієнтів у розмірі 8,63 млн доларів між січнем 2010 року. та червень 2015 року. Крім того, з березня по серпень 2014 року Barclays обробив 1723 операції з фондами, які не відповідали цілям її споживачів, терпимості до ризиків чи іншим інвестиціям, що спричинило додаткову шкоду на 818 000 доларів. Як результат, Barclays був зобов'язаний сплатити пошкодженим клієнтам 10 мільйонів доларів США, включаючи відсотки, і був оштрафований на 3,75 мільйона доларів, але не визнав і не заперечував протиправних дій. 

### Моніторинг персоналу
У пілотній програмі в штаб-квартирі в Лондоні компанія використовувала програмне забезпечення для відстеження, щоб оцінити, скільки часу співробітники проводять за своїми столами, та попереджати їх, якщо вони роблять надмірні перерви. Співробітники, які проводили занадто багато часу, могли знайти це, згадане у своїх щоденних табелях. Після критики персоналу банк заявив, що вжив заходів для того, щоб окремі дані більше не були видимими для менеджерів, хоча компанія все ще зберігає ці дані ". 
Банк зіткнувся з подібними проблемами щодо конфіденційності в 2017 році, коли використовував датчики OccupEye для відстеження персоналу через чорні ящики на своїх робочих столах. 

## Дивитися також
- Список найбільших банків
- Програма автентифікації мікросхем (PINsentry)
- Круглий стіл європейських фінансових послуг
- Список банків Великої Британії
- eabh (Європейська асоціація банківської та фінансової історії e. [Архівовано 4 квітня 2022 у Wayback Machine.] В. [Архівовано 4 квітня 2022 у Wayback Machine.] ) [Архівовано 4 квітня 2022 у Wayback Machine.]